# André Demaison
Pour les articles homonymes, voir Demaison.
 (avril 2021).
Si vous disposez d'ouvrages ou d'articles de référence ou si vous connaissez des sites web de qualité traitant du thème abordé ici, merci de compléter l'article en donnant les références utiles à sa vérifiabilité et en les liant à la section « Notes et références ».
Œuvres principales
Le Livre des bêtes qu'on appelle sauvages
André Demaison, né le 17 janvier 1883 à Bordeaux et mort le 19 septembre 1956 à Maule, est un écrivain français, lauréat du grand prix du roman de l'Académie française en 1929.

## Biographie
André Alfred Demaison nait à Bordeaux de François Demaison, alors chapelier, et Anne Rey. Il se marie à Paris (8e) le 25 octobre 1926 avec Jeanne Henriette Duvernet.
Après ses études, Demaison fait ses débuts en 1903, à l'âge de 20 ans, chez Maurel et Prom, importante maison de commerce bordelaise implantée en Afrique-Occidentale française. C’est en Casamance, où il a été affecté, qu’il acquiert la maîtrise de plusieurs langues africaines dont le diola, le mandingue et le wolof[réf. souhaitée]. Puis il se met à son compte, affrète une goélette et devient collectionneur d’animaux sauvages pour le compte du zoo d'Anvers en Belgique. Cette activité qui le familiarise avec toute la côte de l’Afrique occidentale jusqu’au Nigeria, lui inspira son futur ouvrage La Nouvelle Arche de Noé.
Bien qu'ayant été réformé en 1903, il rentre en France et s’engage volontairement en 1914 dans l'infanterie coloniale. Sa connaissance des langues africaines le fait rapidement être affecté comme interprète au corps des tirailleurs sénégalais et, durant l’été 1916, pendant la bataille de Verdun, on le retrouve au fort de Tavannes avec son unité.
Après la guerre et sous l’impulsion de René Doumic, il se révèle un écrivain prolifique sur les thèmes des civilisations africaines et des interactions souvent surprenantes entre l'homme et les animaux sauvages. C'est dans ce dernier domaine notamment avec la publication du Livre des bêtes qu’on appelle sauvages en 1929 qu'il atteint la grande notoriété. Il est également l’auteur du guide de l'exposition coloniale de 1931. De surcroît, il fait de grands reportages, notamment aux États-Unis pour le quotidien Paris-Soir dirigé par Pierre Lazareff, pendant les années 1930.
Nommé directeur de la Radio nationale sous le régime de Vichy en 1942, il est aussi membre du Conseil national.
Condamné par la justice en 1945 pour sa participation au régime de Vichy, il est finalement amnistié et réhabilité dans l’ordre de la Légion d’honneur où il avait obtenu le rang d’officier avant 1940.[réf. nécessaire]
Il continue à publier après la guerre, notamment aux Presses de la Cité.

## Décorations
- Officier de la Légion d'honneur

- Croix du combattant

## Œuvre
L'œuvre d'André Demaison comporte plus de trente titres publiés entre 1923 et 1956, dont :
- 1924 : Diato, roman de l'homme noir qui eut trois femmes et en mourut, éditions Albin Michel
- 1924 : La Femme et l'Homme nu (avec Pierre Mille), éditions de France
- 1925 : La Reine de l'ombre, éditions de France
- 1925 : Les Oiseaux d'ébène, éditions du Monde moderne
- 1927 : Le Pacha de Tombouctou, Arthème Fayard
- 1928 : Un voyage moderne à travers notre continent austral, éditions du Monde moderne
- La Comédie animale (quatre volumes) :
  - 1929 : Le Livre des bêtes qu'on appelle sauvages, Grasset – Grand prix du roman de l'Académie française
  - 1930 : La Comédie animale, Grasset
  - 1934 : D'autres bêtes qu'on appelle sauvages, Les écrivains français
  - 1938 : La Nouvelle Arche de Noé, Grasset
- 1931 : Diaeli, le livre de la sagesse noire, éd. d'art Henri Piazza
- 1932 : Faidherbe, Plon (Les grandes figures coloniales)
- 1933 : Tropique, Grasset
- 1933 : Menaces dans le ciel, Baudinière
- 1934 : La Revanche de Carthage, Les écrivains français
- 1935 : Le Jugement des ténèbres, Grasset
- 1936 : Le Péché contre l'amour, Les écrivains français
- 1936 : Le Jeu des 36 bêtes, Deglaude
- 1939 : Pardon des termites, Fernand Sorlot
- 1939 : Terre d'Amérique, Fayard
- 1940 : Intrigues de la forêt, Flammarion
- 1941 : Latitudes, Arthaud
- 1941 : Trois Histoires de bêtes, Edouard Aubanel
- 1942 : Le Sens du conflit, Flammarion
- 1943 : Déluge, Arthème Fayard
- 1948 : L'Étoile de Dakar, Presses de la Cité
- 1949 : Terre de personne, Presses de la Cité
- 1949 : Espaces, La Table Ronde
- 1950 : La Comédie des animaux qu'on dit sauvages, Rombaldi
- 1951 : La Comédie animale : trois nobles bêtes, illustrations d'Odette Denis, Vialetay
- 1953 : Le Livre des enfants sauvages, André Bonne
- 1956 : La Vie des noirs d'Afrique du Sénégal au Congo, Bourrelier
- 1956 : La Comédie des animaux, Flammarion
- 1956 : Les Lions du Kalahari, Hachette

### Livre d'artiste (posthume)
- 1961 : Bêtes sur la terre et dans le ciel, 40 gravures au burin originales par Robert Cami, 186 exemplaires numérotés, Les Amis bibliophiles

### Traductions
Son œuvre a été traduite en anglais aux États-Unis, notamment son roman La Nouvelle Arche de Noé (New Noah's Ark), publié par Macmillan. Un autre volume reconnu, Beasts Called Wild, la traduction illustrée de Le Livre des bêtes qu'on appelle sauvages, avait déjà été publié par Farrar and Rinehart à New York en 1930.